# بهائيون موحدون

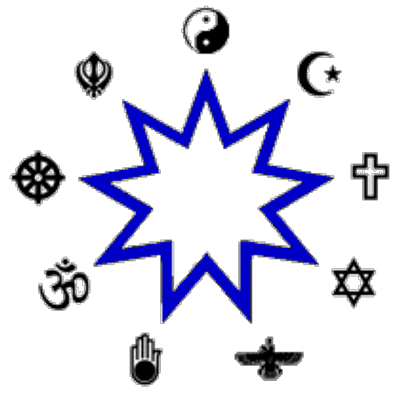
هذا الشعار هو تصوير للرمز البهائي الشائع للنجمة ذات التسع نقاط متحدة مع رموز تسع ديانات عالمية رئيسية.

عندما توفيّ بهاء الله عام 1892، ترك لأتباعه تعليماتٍ واضحة وصريحة تتعلّق بمن يتوجهون إليه من بعده.  فعيّن في وصيّته الّتي تُسمّى كتابُ عهدي والّتي خطّها بيده، ابنه الأكبر عبد البهاء مركزًا لعهده وميثاقه.  بموجب هذه الوصيّة، أبرم بهاء الله مع أتباعه ميثاقًا أو عهدًا محكمًا متينًا، يتولّى بحسبها عبد البهاء إدارة شؤون الدّين البهائيّ.  فقد بيّن بهاء الله في وصيّته بأنّ محور هذا العهد هو عبد البهاء، وهو الشّخص الوحيد الّذي له صلاحيّة تفسير وتبيين تعاليم بهاء الله، وهو مصدر السّلطة في إدارة شئون الدّين البهائيّ. كما ورد في الوصية أن ميرزا محمد علي جاء في المرتبة الثانية بعد عبد البهاء. وبالرّغم من وضوح المقام الّذي عيّنه بهاء الله لعبد البهاء في وصيّته، لم يَرُق ذلك لبعض أقربائه وغيرهم، فشرعوا يقاومون عبد البهاء بكلّ عداء، وكان منهم أخ عبد البهاء غير الشّقيق ميرزا محمّد علي الّذي عمل خلافًا لوصيّة بهاء الله، وقام بمعارضة عبد البهاء في البداية سرًّا ثم علنًا،  وقام بنشر الأكاذيب والافتراءات، إلّا أنّ هذه الاعتراضات والأكاذيب فشلت في تقويض ولاء الجماهير البهائيّة نحو عبد البهاء. لذا، بدأ ميرزا محمّد علي بالتّآمر مع السّلطات العثمانية لإلحاق الضرر بعبد البهاء ونفيه. ولكن خابت وفشلت جميع تلك المحاولات، وذلك نتيجةً لقوّة العهد الميثاق الّذي أبرمه بهاء الله مع أتباعه، وتعيينه الصّريح لعبد البهاء ليتولّى شؤون الدّين البهائي بعد وفاته.
وكان من بين الّذين شاركوا في معارضة عبد البهاء أيضًا إبراهيم خير الله.  لقد آمن بالدّين البهائيّ وهاجر بعد ذلك إلى الولايات المتّحدة. وبعد فترة، أصبح خير الله الّذي أراد الاعتراف به كزعيمٍ دينيّ للبهائيّين في الولايات المتّحدة، معارضًا لعبد البهاء، وبدأ بالتّعاون مع ميرزا محمّد علي الّذي أرسل إليه ابنه شعاع ‌الله ليسانده.  ومن ثمّ، تبعته مجموعةٌ صغيرةٌ جدًا من البهائيّين في الولايات المتّحدة، أطلقوا على أنفسهم اسم «موحّدين»، ولكن أعدادهم تراجعت تدريجيًا،  وفشلت جميع محاولاتهم لاحقًا لجذب النّاس إليهم. فأصبحوا جماعةً ضئيلة ليس لها أيّ كيان أو نشاط بعد الخمسينيّات. وبعد وفاة خير الله، أصبح شعاع‌ الله قائدًا لهذه المجموعة الصّغيرة، وقام بنشر مجلّة باللغة الإنجليزيّة تُسمّى «كوارترلي» (بالإنجليزية: Beha'i Quarterly)‏ لمدّة ثلاث سنوات فقط من عام 1934 إلى عام 1937، روّجت لكتابات ميرزا محمّد علي وآخرين في المجموعة.
لقد ردّ عبد البهاء على جميع الافتراءات والأكاذيب، وأكّد على مبدأ العهد والميثاق بين البهائيّين، وقام بإرساء قواعد الوحدة والاتّحاد بين البهائيين، وحماهم من الانقسام والانشقاق، وشجّعهم على تطوير قدراتهم من أجل خدمة الإنسانيّة. كما كرّس فترة ولايته لتعزيز وترويج المثل العليا للسّلام والوحدة والاتّحاد بين جموع الناس في كلّ مكان  ولهذا تضاءل عدد أفراد تلك المجموعة (البهائيّون الموحّدون) تدريجيًّا، وفشلت المحاولات اللّاحقة لجذب المزيد من النّاس. وتلاشت هذه المجموعة بمرور الزمن، ولم يعد لها وجود حالياً.

## عبد البهاء مركز العهد والميثاق
أشار بهاء الله بأساليب مختلفة وفي مراجع عديدة إلى أنّ عبد البهاء هو الّذي سيدير شؤون الدّين البهائيّ والجامعة البهائيّة بعد صعوده.  وكان يشير إلى عبد البهاء مرارًا وتكرارًا بـ «مركز العهد والميثاق» وسمّاه «الغصن الأعظم» «والفرع المنشعب من الأصل القويم»، وكان دائمًا يطلب من أفراد أسرته أن يعاملوه باحترامٍ فائق، وطلب من جميع البهائيّين في وصيّته كتابُ عهدي الّذي كتبه بخطّ يده، طاعته والرّجوع إليه.  كما كتب بهاء الله بوضوح أنّ عبد البهاء هو المُبيّن والمفسّر الوحيد لكتاباته وأثاره. وتمّت قراءة هذه الوصيّة على حشدٍ كبير بعد وفاة بهاء الله. لقد أسبغ بهاء الله على عبد البهاء مكانةً رفيعة، ورغم أنّه لا يُعدّ رسولًا، يعتبره البهائيّون المثل الأعلى لتعاليم والده، وأحد الشّخصيّات الثّلاث الرّئيسة في الدّين البهائيّ (الباب وبهاء الله وعبد البهاء).
ورغم العديد من المحاولات المختلفة من قبل ميرزا محمد علي وأتباعه للتّفريق بين البهائيّين، استطاع عبد البهاء الحفاظ على وحدة الجامعة البهائيّة وتماسكها، وتذكيرهم بقوّة العهد والميثاق ووصيّة بهاء الله.  لقد ردّ على جميع تلك الادعاءات والمعارضات وقام بتعزيز وعي البهائيين وإدراكهم للمعتقدات والتّعاليم البهائيّة، وأمرهم بقطع جميع العلاقات مع ميرزا محمّد علي ورفاقه وفقًا لمبدأ العهد، من أجل الحفاظ على وحدة الجامعة البهائيّة.
ولكي تحافظ الجامعة البهائية على وحدته من بعد وفاته، عيّن عبد البهاء حفيده الأكبر شوقي أفندي خلفًا له في ألواح الوصايا، وصيّته الّتي كتبها بخط يده، وعيّنه وليًّا لشؤون الدّين البهائي من بعده، ومبيّنًا ومفسّرًا للآثار والكتابات البهائيّة. ويقدّم عبد البهاء في ألواح الوصايا أيضًا شرحًا للنّظام الإداريّ الّذي أشار إليه بهاء الله في آثاره.  وتعتبر هذه الوصيّة أهمّ آثار عبد البهاء الكتابيّة.
وعلى الرغم من شيوع الانقسامات في تاريخ الأديان بعد وفاة الرّسول المؤسّس لكلّ من تلك الأديان، إلا أنّ بهاء الله حمى دينه من هذه الانقسامات، واستطاع عبد البهاء الحفاظ على وحدة الجامعة البهائية بعد وفاة والده ومنع التفرّع فيها، فواجه كافّة الاعتداءات من قبل أخيه غير الشّقيق وأتباعه.
وخلال فترة ولايته استطاع عبد البهاء أن يوسّع نطاق الجامعة البهائيّة إلى حدٍّ كبير بزياراته لعدّة بلدان في أوروبّا وأمريكا الشّماليّة ومصر بين عامي 1911-1913 ، وشجّع على تأسيس المؤسّسات البهائيّة المحليّة، فشهد ولايته نموّ الدّين البهائيّ من مجتمعاتٍ دينيّةٍ صغيرةٍ محدودة في مناطق قليلةٍ من آسيا وأفريقيا إلى مجتمعاتٍ حيويّة تسعى لتعزيز المثل العليا للوّحدة الإنسانية في خمس قارّات، محافظةً على وحدتها.  وحاول جاهدًا أن يقوّي المجتمعات البهائيّة في تلك المناطق من خلال مراسلاته معها وزيارته لها، كما التقى بالعديد من الشّخصيّات البارزة في تلك المناطق.
لقد كان عبد البهاء سجينًا لعدّة سنوات في عكّا بأمرٍ من السّلطان العثمانيّ، ولكن عندما وقعت ثورة تركيا الفتاة عام 1908 أُطلق سراحه ونال حريّته.  وبعد ذلك قام بزيارة عدّة دول في الغرب والشّرق لنشر رسالة الدّين البهائيّ وتعاليمه الّتي تروّج للسّلام العالميّ ووحدة الجنس البشريّ، فألقى العديد من الخطب في مجامع ومؤسّسات وجامعات علميّة ومنابر دينية متعدّدة  في مدن أوروبا والولايات المتحدة وكندا  وأُجريت مقابلات عديدة معه من قبل الصّحف والمجلّات الرّسميّة وغيرها في تلك الدّول.  فتحدّث خلال تلك المقابلات الشخصيّة والمحادثات عن أهمّ المبادئ البهائيّة مثل وحدة الله، ووحدة وتآلف الأديان، ووحدة البشريّة، والمساواة بين المرأة والرّجل، والسّلام العالميّ، والعدالة الاقتصاديّة، والحاجة إلى نبذ التّعصّبات بأشكالها المختلفة. وكان يصرّ أن تكون اجتماعاته مفتوحة لجميع الأجناس والطبقات والأعراق والأطياف من شريفٍ ووضيع، فأصبحت تلك الزيّارات والمحادثات موضوع المئات من المقالات الصّحفيّة. وأكّد على أهميّة اتّحاد الشّرق والغرب، كمدخلٍ إلى عالمٍ جديد يسوده العدل والاتّحاد والسّلام. وأخبر أهل الشّرق والغرب أنّ المحبّة هي الضّامن الوحيد لتحقيق الاتّحاد والنّجاح، فقال في إحدى خطبه: «حينما ننظر إلى عالم الوجود لا نرى أمرّا أعظم من المحبّة.  فالمحبّة سبب الحياة والمحبّة سبب النّجاة، والمحبّة سبب الدّخول في ملكوت الله، والمحبّة سبب الحياة الأبديّة».